# Lerrain
Lerrain település Franciaországban, Vosges megyében. Lakosainak száma 456 fő (2022. január 1.). Lerrain Escles, Jésonville, Pierrefitte, Pont-lès-Bonfays és Les Vallois községekkel határos.

## Népesség
A település népességének változása:
| Lakosok száma | 489  | 486  | 460  | 458  | 451  | 447  | 452  | 456  |
|               | 2013 | 2015 | 2017 | 2018 | 2019 | 2020 | 2021 | 2022 |